# ぼくは大人になった
「ぼくは大人になった」（ぼくはおとなになった）は、佐野元春の33作目のシングル。1991年4月10日に、Epic/Sony Records / M's Factoryから発売された。

## 概要
前作「ジャスミンガール」から半年ぶりのシングルは、アルバム『Time Out!』からのリカットシングルとして発売された。
当時の日本ではまだまだきらびやかで華麗なサウンドが求められていた。僕は違和感があったけど、当時の日本はバブルの絶頂期だったから仕方なかったのかもしれない。僕は当時の流行のものとは真逆のアナログ・レコーディングを行った。
カップリング曲「Sugartime (Live Version)」は、1988年に発売された「ガラスのジェネレーション (LIVE)」以来となる、既発曲のライヴ・ヴァージョンを収録。

## 収録曲
- 全作詞・作曲・編曲：佐野元春

1. ぼくは大人になった
2. Sugartime (Live Version)